# Alexander Carlisle
Alexander Carlisle, född 8 juli 1854, död 9 mars 1926, var en brittisk skeppsbyggare och chefsdesigner på Harland & Wolff under åren som Titanic och Olympic fastställdes.
Carlisle blev antagen som lärling vid 16 års ålder hos skeppsvarvet Harland & Wolff. Han blev ordförande samt en av de verkställande direktörerna på varvet 1907. Han var under tiden som Olympic och Titanic byggdes ansvarig chef över ritningarna på varvet, varför det är han som bland annat ansvarat för dekorationen och utrustningen ombord på de båda skeppen.
Carlisle var aldrig med på Titanics jungfruresa, men han närvarade dock vid dess sjösättning och avfärd. Eftersom Carlisle hade ansvar för utrustningen ombord på fartyget Titanic hade han en betydande roll angående frågan kring det låga livbåtsantalet på de båda sjöförhören. Han hävdade att han föreslagit mer än 64 båtar till en början och att detta kände bland annat Titanics direktör Joseph Bruce Ismay till, men detta påstående förnekade Ismay.
Carlisle fick under sitt äktenskap sammanlagt två döttrar och en son.
Han var svåger till William James Pirrie.